# 델포스 가운

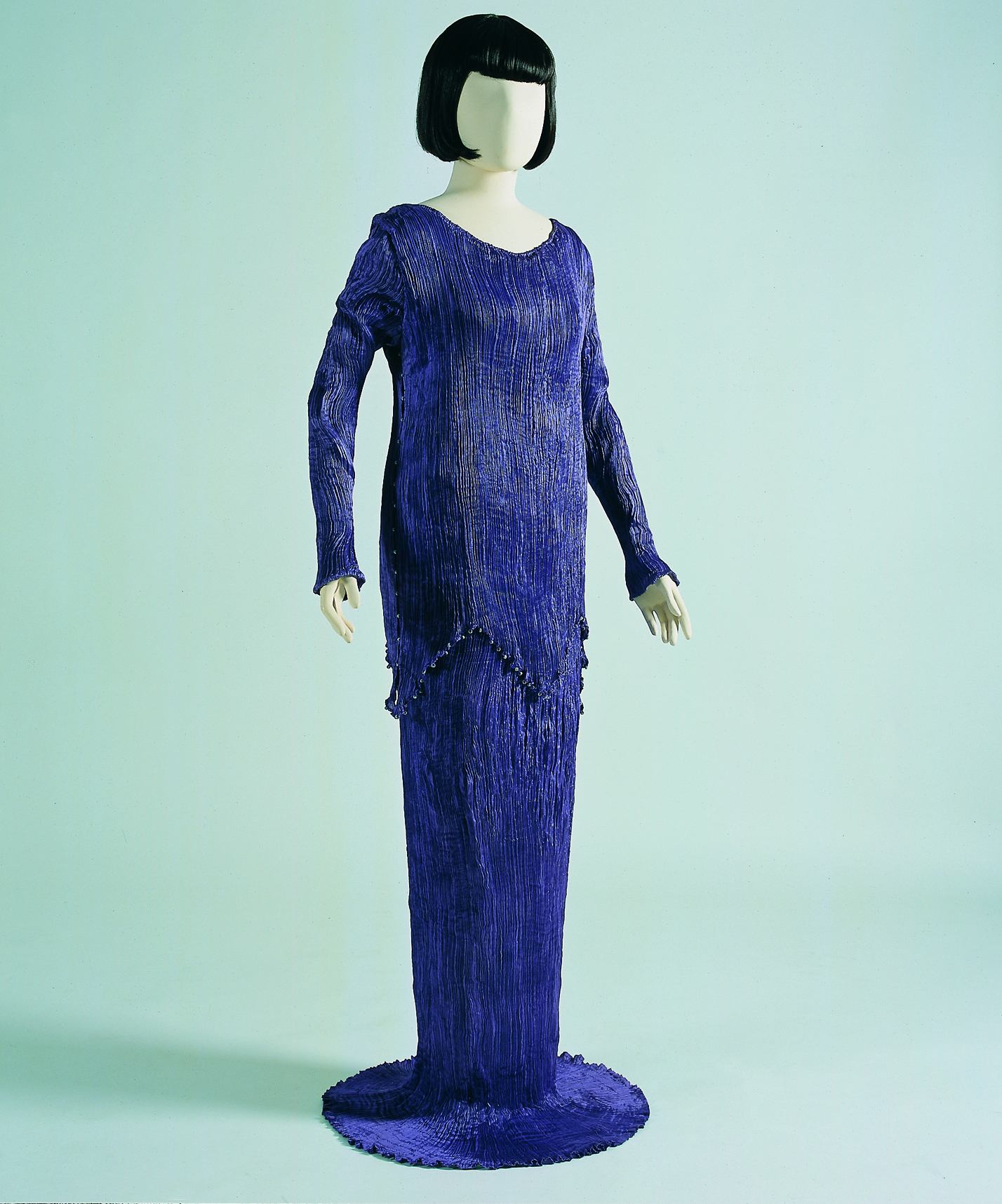

델포스 가운(Delphos gown)은 프랑스 디자이너 앙리에트 네그린(1877-1965)과 남편 마리아노 포르투니 이 마드라소(1871-1949)가 1907년경 처음 제작한 섬세한 주름 장식의 실크 드레스이다. 네그린이 디자이너였고, 포르투니는 자신의 이름으로 제조법에 대한 특허를 출원하면서 그녀의 이름을 출원서에 기재했다. 그들은 1950년경까지 이 가운을 제작했다. 이 가운은 고대 그리스 조각상인 델포이의 마부에서 영감을 받아 그 이름을 따서 명명되었다. 1970년대부터 이 가운들은 수집가들의 소장 가치가 높은 빈티지 클로딩으로 자리 잡았으며, 2001년 12월에는 1만 달러라는 세계 최고가에 낙찰되기도 했다.